# Dornier-Werke

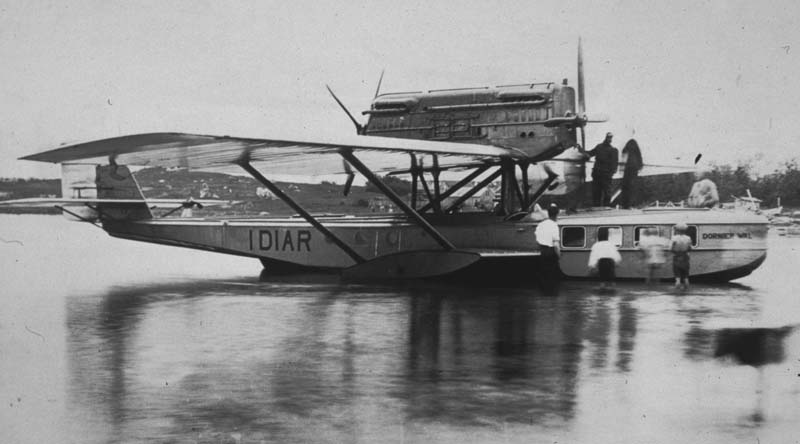
En Dornier Wal i Slites badvik sommaren 1925, på väg mellan Danzig och Lindarängens flyghamn i Stockholm. Pilot möjligen Hermann Göring.

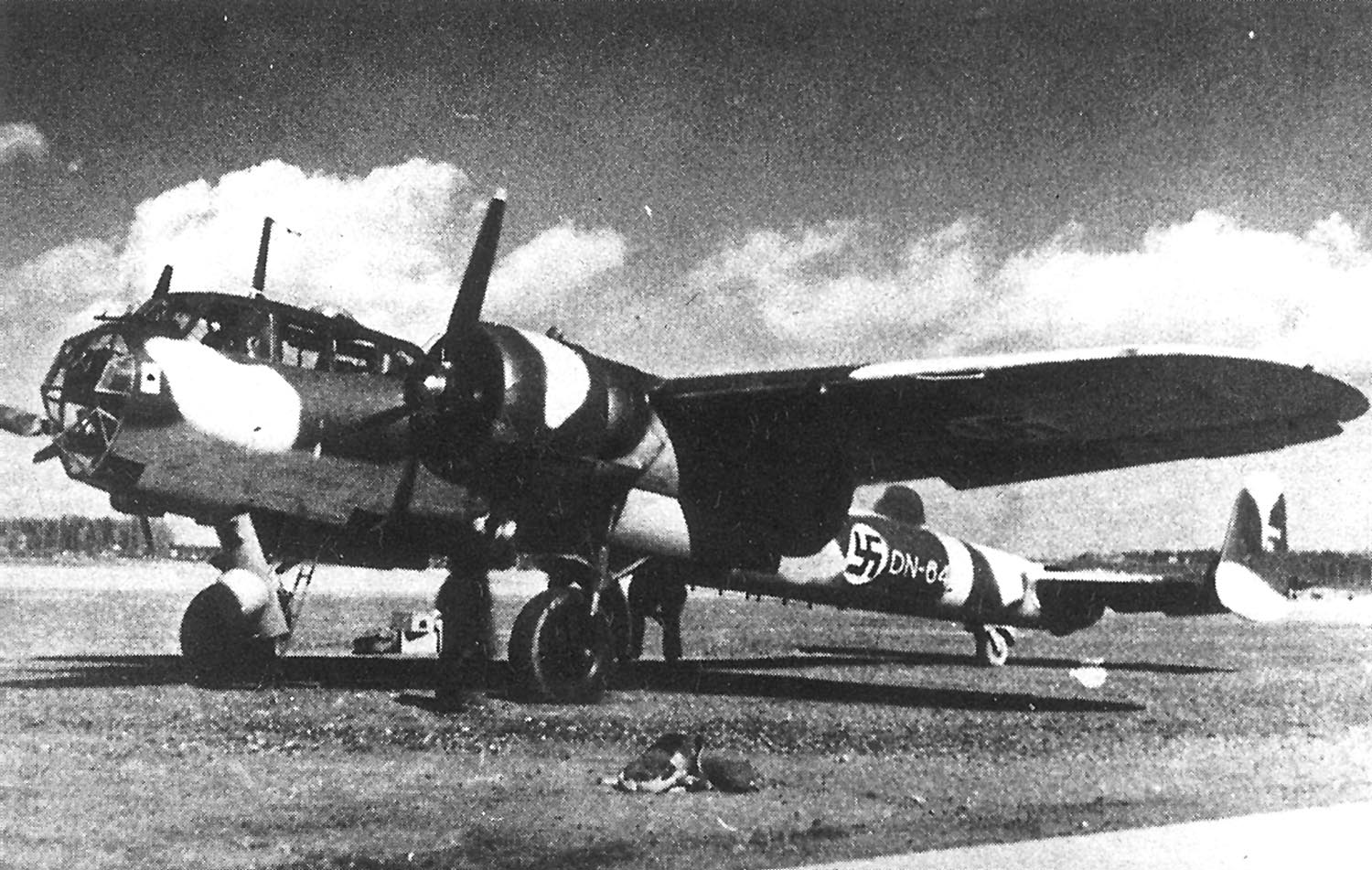
Dornier Do 17

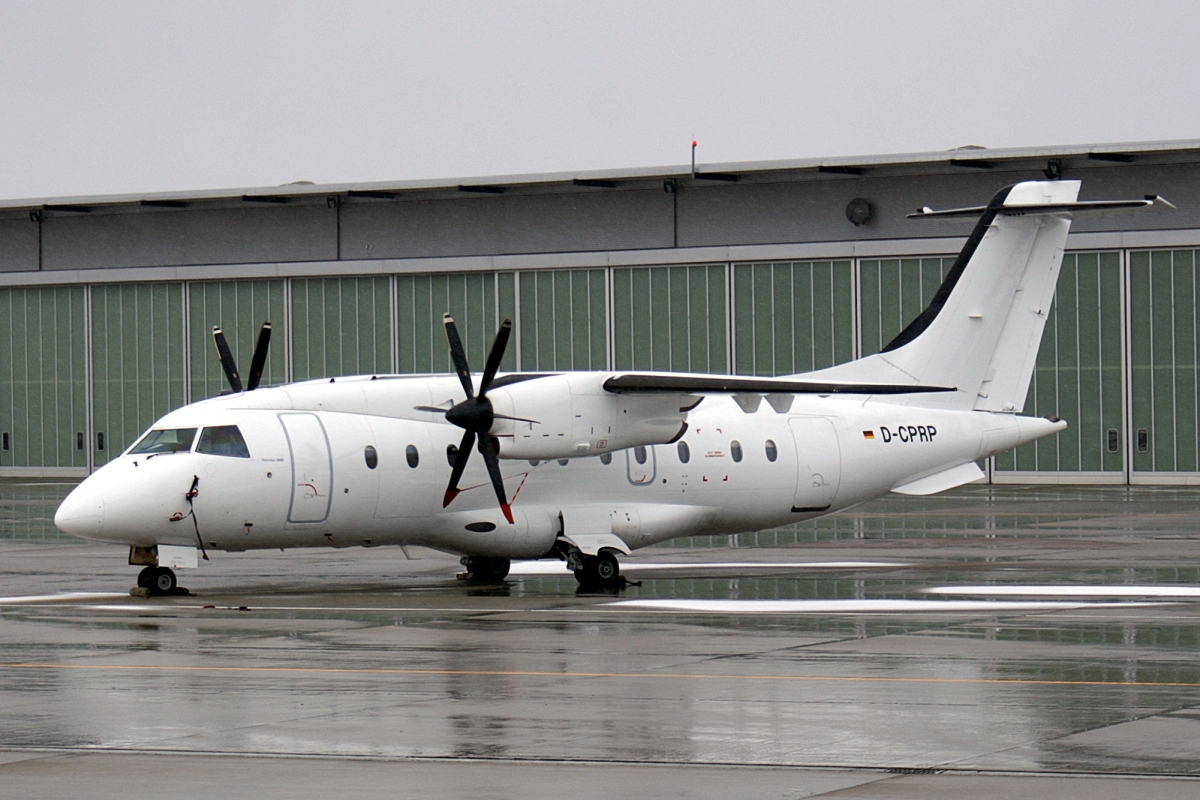
Dornier 328-100

Dornier-Werke GmbH var en flygtillverkare som startades 1922 av Claude Dornier i Friedrichshafen i Tyskland.
Under företagets historia tillverkades ett stort antal typer civila och militära flygplanstyper, mest kända är alla sjöflygplan/ flygbåtar från 1920-talet och 1930-talet. Företaget har under senare år splittrats i flera olika företag där delar ingår i EADS och Fairchild. Flygtillverkningen under namnet Dornier gick 1996 upp i Fairchild-Dorner, vilket gick i konkurs 2002.

## Historia
Dornier grundades 1922 av Claude Dornier som tidigare arbetat hos Ferdinand Graf von Zeppelin. Då hade Dornier fått en egen konstruktionsbyrå under namnet Abteilung Do hos Zeppelin 1914. Tillverkningen förlades till Italien då Versaillesfördraget förbjöd flygplanstillverkning i Tyskland. Tillverkning fanns även i Schweiz där en av kunderna var det schweiziska flygvapnet. Företaget fick världsrykte för sina flygbåtar.
Dornierplan användes av Luftwaffe under andra världskriget.
Efter andra världskriget fortsatte Dornier sin verksamhet men stod inför stora utmaningar. Fabrikerna var sönderbombade och Tyskland tilläts inte tillverka plan. Lösningen blev en flytt till Schweiz och tillverkning förlades till Spanien.
År 1954 ville Zündapp göra ett fordon som inte var lika väderkänsligt som motorcyklar. Zündapp beslöt att licensiera ett fordon konstruerat av Dornier för tillverkning.
År 1962 drog sig Claude Dornier tillbaka från verksamheten. Grundarens söner tog över.
År 1973 utvecklade man tillsammans med Dassault Aviation lätta attack- och skolflygplanet Alpha Jet.
Dornier utvecklades till en bred högteknologikoncern med verksamheter inom rymd, försvarsteknik, elektronik och medicinteknik.
1985 köptes Dornier upp av Daimler-Benz. Familjemedlemmarna Silvius Dornier och Claudius Dornier behöll vardera 22 % av aktierna. Uppköpet innebär stora förändringar där man delade upp företagets olika verksamheter i egna företag: Dornier Luftfahrt GmbH, Dornier Satelliten Systeme (Raumfahrt) och Dornier Medizintechnik. Planeringsdelen blev en egen firma. Dornier Consulting GmbH.
Daimler-Benz uppköp av MBB och Telefunken innebar att de tre företagen slogs samman till DASA. Nya neddragningar och omstruktureringar följde. 2000 slog DaimlerChrysler samman DASA med Aérospatiale och CASA till den nya storkoncernen EADS. I dagens EADS finns enstaka delar kvar av det som en gång var Dornier men företaget finns inte kvar i sin ursprungliga form.
Flygtillverkningen i Dornier Luftfahrt GmbH togs över av Fairchild 1996. Företaget gick i konkurs 2002 som en följd av den kris flygindustrin drabbades av efter 11 september 2001.

## Flygplanstyper i urval
- Dornier Do J (Dornier Wal)
- Dornier Do X
- Dornier Do 15
- Dornier Do 17
- Dornier Do 24
- Dornier Do 27
- Dornier Do 215
- Dornier Do 217
- Dornier 228
- Dornier 328JET
- Dornier 728

## Weblinks
- Wikimedia Commons har media som rör Dornier-Werke.

1. 1 2  hämtat från: engelskspråkiga Wikipedia.[källa från Wikidata]
2. ↑  GRID-ID: grid.44705.32.[källa från Wikidata]